# Over-Nite Sensation
Over-Nite Sensation ist das elfte Musikalbum von Frank Zappa und The Mothers of Invention.

## Hintergrund
Es erschien 1973 auf dem Discreet-Label und wird dem Rock zugerechnet. Nach seinem zwei Alben währenden Ausflug in jazzige Gefilde wandte sich Zappa erneut der Rockmusik zu. Auffällig waren die musikalisch ebenso kompakt wie komplex strukturierten und für Zappas Verhältnisse kurzen Stücke. Vom Publikum wurde das honoriert: Die Verkaufszahlen schossen empor, mit Over-Nite Sensation wurde erstmals ein Album der Mothers vergoldet.
Für die damalige Zeit außergewöhnlich ist die musikalische Komplexität des Albums als Ganzes. Insgesamt am Rock orientiert, bieten die einzelnen Stücke Raum für allerlei Querbezüge zu Jazz(-rock), Soul, Funk und anderen Musikstilen. Für Zappa typisch sind die schnell gespielten Unisonoläufe, die er hier in manches Arrangement einflocht, und die ebenfalls für seine Arbeitsweise charakteristischen Klangeffekte, die den Hörfluss kurzzeitig unterbrechen. All das verpackt Zappa in kompakte, eingängige Songs. Unterstützt wird dieser breiteren Hörerschichten zugängliche Aufbau der Stücke durch die subtile Abmischung, bei der Schlagzeug, Bass und Gesang meist deutlich im Vordergrund stehen, während die anderen Instrumente – von Soli abgesehen – nur dann im vorderen Hörraum erscheinen, wenn es ihre melodische oder rhythmische Funktion unbedingt erfordert.
Schon der Eröffnungssong Camarillo Brillo – vordergründig ein normaler Rocksong – überrascht den Hörer mit einfühlsam gesetzten Gitarreneinwürfen und sich subtil steigernden Bläserzitaten. I’m the Slime beginnt, wie viele andere Rocksongs enden – im kollektiv improvisierten Zusammenspiel der Musiker. Anschließend nimmt ein Bläsersatz den Refrain vorweg, dann mündet der Song in einen funkigen Rap, bei dem vor allem die cartoonhaft böse wirkende, tiefe Erzählstimme Zappas auffällt. Dem Refrain – darin kommen die soulig singenden Ikettes zu Wort – folgt bis in den Fadeout hinein ein rotzig-freches Gitarrensolo. Bemerkenswert ist auch der Text: Zappa kritisiert die in jeden Winkel des Lebens eindringende Machtfülle des Fernsehens, derer sich die Herrschenden nur zu gerne bedienen – eine noch heute unverändert gültige Kritik. Der Rocksong Dirty Love besticht nicht nur durch ein wildes Wah-Wah-Gitarrensolo, sondern auch für die hier erstmals zu findende Erwähnung des „Pudels“ – wohl der bekannteste der vielen „Running Gags“, die Zappa immer wieder in seine Songs einbaute. In Fifty-Fifty, das mit seinen harten Breaks noch am ehesten an Zappa-Songs früherer Tage erinnert, steuern Keyboarder George Duke und Geiger Jean-Luc Ponty zwei bemerkenswerte Soli bei. Zomby Woof bietet vor funkigem Hintergrund vertrackte Melodiefetzen, verschachtelte Rhythmusstrukturen mit 7/8- und 5/4-Passagen, die den als Grundlage dienenden 4/4-Takt überlagern, dann wieder rockige Passagen, jazzige Bläserzitate und atonale Stellen, bis das Stück in ein bewegliches Gitarrensolo Zappas mündet. Vor funkig-souligem Hintergrund entwickelt sich Dinah-Moe Humm nach einem durchkomponierten Intro zu einem Rap, bei dem witzige instrumentale wie vokale Einwürfe das Textgeschehen ironisch kommentieren: Darin wettet eine Frau namens Dinah-Moe um 40 Dollar, dass niemand sie zum Orgasmus bringen könne; am Ende jedoch obsiegt der Held der Geschichte, indem er die etwas tumbe Schwester der Frau penetriert, was Dinah-Moes Dynamo summen (englisch: to humm) lässt. Ein weiterer Rap, das dadaistisch anmutende Hörspiel Montana, beschließt das Album. Der Rockjournalist Volker Rebell sah darin „ein arrangementtechnisches Wunderwerk, vollgestopft mit großorchestralen Passagen, Jazzrock-Bläserzitaten, vertracktesten melodischen und rhythmischen Figuren“. Das Stück enthält außerdem ein einfühlsam-melodiöses, aber zugleich auch rau angemutetes Gitarrensolo – vielleicht eines der besten, die Zappa je gespielt hat. Dem Solo folgt eine verschroben-diffizile Passage, die einen Eindruck vom Gesangsvermögen Tina Turners und der Ikettes vermittelt.

## Rezeption
Over-Nite Sensation galt etlichen Rezensenten als das erste Zappa-Album, das vornehmlich Stücke enthielt, die auch dem durchschnittlichen Radiohörer gefallen konnten, wenngleich die Texte den von Zappa schon gewohnten speziellen Humor enthielten. Waren seine früheren Platten eher ein Programm für Minderheiten, so gewann er mit dieser Platte einen neuen Kreis von Fans, ohne dabei seine alten zu verlieren – was sich in den Verkaufszahlen des Albums widerspiegelte. Für Carl-Ludwig Reichert war die Musik „überzeugender, moderner Rock“. Zwar hatten sich die Mitmusiker dem straffen Arrangement-Korsett unterzuordnen und mit „eng begrenztem Partitur-Spiel“ zu begnügen, hervorgehoben wurden dennoch die Einzelleistungen der Mitglieder dieser Mothers-Formation – für manchen damaligen Kritiker „vielleicht die musikalisch potenteste von allen“. Gelobt wurden vor allem die Perkussionistin Ruth Underwood an Xylophon, Marimbaphon und diversen Schlaginstrumenten sowie der Keyboarder George Duke, den Zappa, wie er später selbst einmal formulierte, nach dessen Ausstieg immer nur noch durch zwei Keyboarder ersetzen konnte – anders war die Messlatte, die Duke mit seinen Beiträgen legte, kaum zu erreichen. An der Qualität der Texte schieden sich – wie bei Zappa üblich – die Geister. Wo für den einen Unterbewusstes sichtbar wurde und sich „Wort für Wort, ja Buchstabe für Buchstabe“ ironischer Genuss bot, stellten andere Zappas witziges Spiel mit Worten und sogar technischen Begriffen heraus, während Barry Miles Zappa wegen der sexlastigen unter den Texten zwar ein „triebhaftes Interesse“ an derlei Dingen vorwarf, zugleich aber auch erklärte, dass man die Texte nur „im Kontext der Zeit“ verstehen könne.

## Veröffentlichungen
Das Album Over-Nite Sensation ist in vielen unterschiedlichen Varianten veröffentlicht worden. Der folgende Überblick verdeutlicht wesentliche Unterscheidungsmerkmale.
- In den USA und in Kanada erschien die LP in einem Gatefold-Cover, in Großbritannien und Deutschland zunächst in einfachen Einsteckhüllen.
- Die deutsche Zweitauflage hatte dann ebenfalls ein Klappcover, ebenso die Ausgaben in Portugal, Griechenland, Japan (zum Teil mit siebenseitigem Text-Booklet versehen), Mexiko, Argentinien, Uruguay, Brasilien und Australien. Die europäischen Versionen besaßen gegenüber dem US-Original ein nur zweifarbig (braun und schwarz) bedrucktes Innencover. Die aktuell in Europa erhältlichen CD-Ausgaben bieten dagegen wieder die mehrfarbige Variante.
- Bei der spanischen Version war nicht nur das Stück Dinah-Moe Humm durch den Titel Eat That Question vom Album The Grand Wazoo ersetzt worden. Auch auf dem Cover schlug der Zensor zu: Die Stellen an den unteren Ecken des Bildrahmens, wo Maiskolben kniende Damen befruchten, waren zum Teil geschwärzt worden. Außerdem wurde im Innenteil des sw-Textblattes der Text von Dinah-Moe Humm gelöscht

- 1973 erschien auf Discreet eine Single-Auskopplung mit I’m the Slime auf der A-Seite und Montana auf der Rückseite.
- Eine weitere Vinyl-Version des Albums erschien in dem zu Beginn der 1970er Jahre neuen (und bald wieder vom Markt verschwundenen) Abspielformat „Quadrophonic Sound“.
- Wiederveröffentlichungen erschienen in den USA 1977 auf Discreet (mit braunem Reprise-Label) sowie 1987 im Rahmen von The Old Masters Box Three auf Barking Pumpkin.
- Im Jahr 1986 erschien das Album in den Vereinigten Staaten auf Rykodisc erstmals auf CD. Dabei fällt nicht nur auf, dass Over-Nite Sensation und das Album Apostrophe (’) auf einer CD zusammengefasst wurden, sondern auch, dass entgegen dem Zeitpunkt der jeweiligen Erstveröffentlichung die Reihenfolge beider Alben vertauscht wurde. Diese eigentümliche Doppel-CD erschien 1990 auch noch in Europa (Zappa Records), Japan (VACK), Australien (Rykodisc) und Russland (JPCD).
- Als Einzel-CD kam das Album 1995 heraus. Zudem existiert eine japanische Ausgabe mit Papphülle, die 2001 erschien.
- 2023 erschien als 50th Anniversary Edition eine Ausgabe mit 4 CDs und 1 Blu-ray[11]

## Verkaufserfolge
Over-Nite Sensation war Zappas erster großer Verkaufsschlager. In den USA schaffte das Album den Sprung in die Charts und kletterte hinauf auf Rang 32 – die achtbeste Platzierung, die je ein Zappa-Album erreichte. Das Album blieb fast ein Jahr lang in den Charts. Etwas mehr als drei Jahre nach seinem Erscheinen überschritten die Verkaufszahlen am 9. November 1976 in den USA die erforderliche Marke von einer Million Exemplaren: Erstmals in seiner Karriere wurde Zappa mit einer Goldenen Schallplatte ausgezeichnet.

## Musiker

### The Mothers of Invention
- Frank Zappa – E-Gitarre, Gesang
- George Duke – Synthesizer, Keyboard, Gesang
- Bruce Fowler – Posaune
- Tom Fowler – E-Bass
- Ralph Humphrey – Schlagzeug
- Sal Marquez – Trompete, Gesang
- Jean-Luc Ponty – Violine, Bariton-Violine
- Ian Underwood – Klarinette, Flöte, Altsaxophon, Tenorsaxophon
- Ruth Underwood – Perkussion, Marimba, Vibraphon

### Gastmusiker
- Ricky Lancelotti – Gesang
- Kin Vassy – Gesang
- Tina Turner – Gesang
- The Ikettes – Gesang

### Produktion
- Produzent: Frank Zappa
- Tontechniker: Fred Borkgren, Steve Desper, Terry Dunavan, Barry Keene
- Remix-Ingenieur: Kerry McNabb
- Arrangeur: Frank Zappa
- Techniker: Paul Hof, Jay „Dunt“ Sloatman, Kanzas J. Canzus
- Illustrationen: David B. McMacken
- Grafik: Cal Schenkel
- Fotos: Emerson-Loew

## Titelliste
Alle Stücke wurden von Frank Zappa komponiert.
1. Camarillo Brillo (3:59) beschreibt das Anbahnen einer Liaison zwischen dem Sänger und einer mexikanischen Magierin, die vor allem durch ihre verrückt erscheinende, wie Stahlwolle wirkende rote Frisur auffällt.[16]
2. I’m the Slime (3:34) ist ein politischer Rocksong in Form eines Raps, in dem Zappa die wie Schleim in jede Nische der Gesellschaft fließende Allmacht des Fernsehens kritisiert.[17]
3. Dirty Love (2:58) schreit trotz der Zurückhaltung, die das Gegenüber zeigt, nach schmutziger Liebe, die ohne billige Gefühle auskommt – wie in den „schmierigen Heften in der untersten Schublade deines Vaters“.[18]
4. Fifty-Fifty (6:09) stellt nicht nur die Frage „Hat dieser Sänger etwas zu sagen?“, sondern liefert gleich die Antwort: „Die Chancen stehen Fuffzich Fuffzich!“[19]
5. Zomby Woof (5:10) ist eine in der Form eines Horrorfilms erzählte Sexphantasie.[20]
6. Dinah-Moe Humm (6:01) erzählt von einem Voyeur und einer Orgasmuswette.[21]
7. Montana (6:35) ist die absurde Cowboy-Geschichte eines Farmers, der Zahnseide mit einer übergroßen Pinzette von den Bäumen pflückt.[22]